# Ditladi
Ditladi est une ville du Botswana.